# Kukailani
Kūkaʻilani je bio havajski poglavica, otac kraljice Kaikilani.

## Obitelj
Kūkaʻilani je bio sin kralja Kealiiokaloe i unuk Umija. Oženio je svoju polusestru Ka'ohukiokalani. Njihov je brak bio svet.
Njegova je kći bila kraljica Kaikilani, preko koje je bio djed kralja Keakealanikanea. Imao je i sina Makakaualiija, koji je bio otac Iwikauikaue, a njegova je kći bila kraljica Keakealaniwahine.
Ovog poglavicu spominje Abraham Fornander.